# Teratocephalus micrurus
Teratocephalus micrurus är en rundmaskart som beskrevs av E.von Rahm 1924. Teratocephalus micrurus ingår i släktet Teratocephalus och familjen Teratocephalidae. Inga underarter finns listade i Catalogue of Life.